# Ogbourne St Andrew
Ogbourne St Andrew, anche noto come Little Okebourne, è un villaggio e una parrocchia civile della contea del Wiltshire che si trova a circa 2 miglia a nord di Marlborough nel Sud Ovest dell'Inghilterra, Regno Unito.

## Geografia

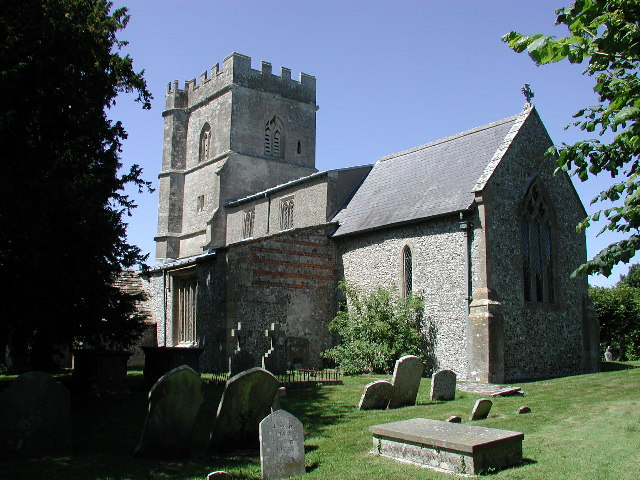
Chiesa di Sant'Andrea

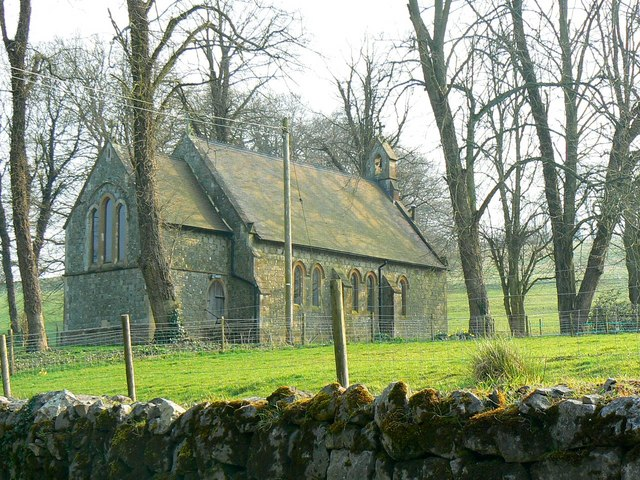
Piccola ex chiesa di Tutti i Santi, sconsacrata, si trova a Rockley

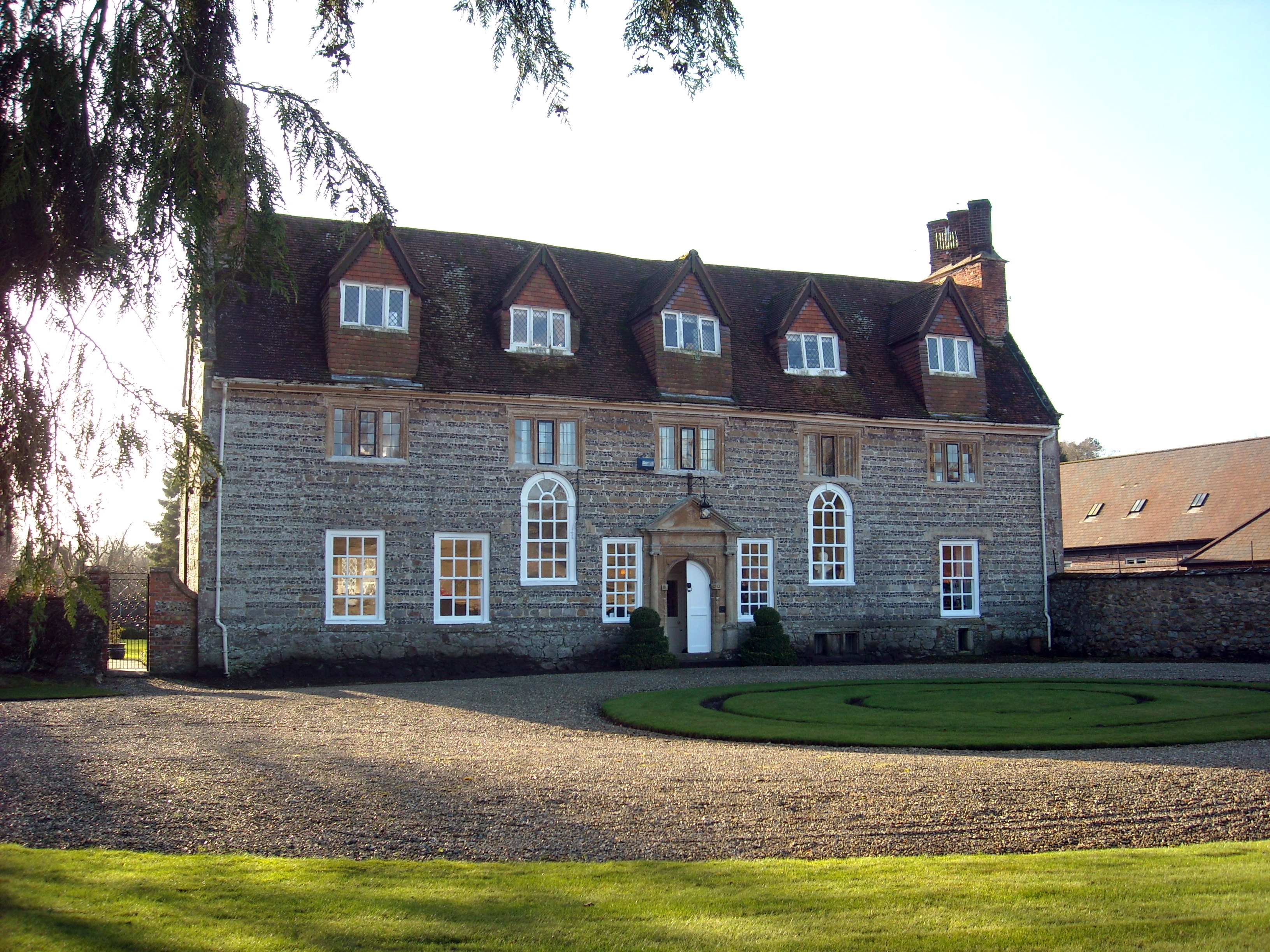
Ogbourne Maizey House

Nella contea del Wiltshire, in Inghilterra, esistono tre villaggi col nome di Ogbourne: Ogbourne St George, Ogbourne St Andrew e Ogbourne Maizey. Il territorio della parrocchia civile di Ogbourne St Andrew si estende nella parte ovest della valle del fiume Og sulle colline a circa 2 miglia a nord a nord di Marlborough. La maggior parte delle terre di Ogbourne vennero conosciuta nel XII secolo come Little Ogbourne e in seguito come South Ogbourne per distinguerla da Ogbourne St George, che si trovava principalmente a est dell'Og. Alle terre di Ogbourne furono aggiunte quelle di Rockley, che formavano la parte occidentale della parrocchia di Ogbourne St Andrew. Rockley potrebbe aver incluso gran parte della downland tra gli Ogbournes e Hackpen Hill, ma nel 1086 era stata divisa in due tenute. La tenuta orientale divenne parte della parrocchia di Ogbourne St Andrew, quella occidentale divenne parte della parrocchia di Preshute come feudo di Temple Rockley. La terra precedentemente a Ogbourne potrebbe essere passata a Preshute dopo il 1086 ma non è chiaro quando il confine occidentale di Ogbourne St Andrew, presumibilmente segnando quello tra le due tenute, fu saldamente stabilito.
Il confine occidentale moderno corre a nord e nord-est dalla valle asciutta che segna l'estensione meridionale della parrocchia attraverso Temple Bottom e Dean Bottom e poi gira bruscamente a nord-ovest verso Hackpen Hill. A est del forte collinare chiamato Barbury Castle il confine con Ogbourne St George segue Smeathe's Ridge e attraversa Coombe Down, raggiungendo il fiume quasi a metà strada tra le chiese locali di St Andrew e St George. A est dell'Og corre lungo la cresta sopra la valle e poi scende a Bay Bridge. All'interno dei confini ci sono i territori di Ogbourne St Andrew, Ogbourne Maizey e Rockley e le terre della fattoria Barbury. La parte più estesa, Ogbourne St Andrew, includeva terre su entrambi i lati del fiume accanto al confine settentrionale. Ogbourne Maizey, a sud e a ovest di Ogbourne St Andrew, comprendeva allora circa 1.100 acri, Barbury, nell'angolo nord-occidentale della parrocchia, 590 acri, e Rockley, a sud di Barbury e a ovest degli Ogbournes, circa 1.500 acri.
Le colline si innalzano ripide nell'angolo nord-occidentale della parrocchia civile raggiungendo altezze di 247 metri a nord di Four Mile Clump e 268 metri a est di Barbury Castle. Il gesso che affiora su tutta la parrocchia è ricoperto di argilla con selci. La valle di Og, al di sotto dei 137 metri, è più stretta tra i villaggi di Ogbourne St Andrew e Ogbourne Maizey e si allarga vicino ai confini della parrocchia. La valle asciutta che si estende lungo il confine meridionale si divide a ovest del fiume. Un ramo conduce verso nord a est del villaggio di Rockley, altri costeggiano Rough Hill come Temple e Wick Bottoms. Quello che si trova a est di Rockley è talvolta irrigato dall'Hungerbourne che sorge sotto Barbury Castle. Il corso d'acqua, notato da Camden nel 1609, scorreva più frequentemente da una sorgente a Rockley House e si alzava ogni tre o quattro anni all'inizio del XX secolo. Si unisce all'Og a Bay Bridge. In tutte le valli si è depositata ghiaia e nelle parti più ampie dell'area bagnata dall'Og si trova terreno alluvionale.

## Storia
Il territorio viene citato nel Domesday Book del 1086 come Ogbourne che comprende Maizey, St Andrew e St George.
In epoca preistorica vi erano insediamenti che curavano la coltivazione luogo sulle colline nella parte settentrionale della parrocchia, il terreno più basso fu utilizzato per l'agricoltura anche in seguito e la maggior parte delle colline per il pascolo. C'era un po' di terreno arabile nelle colline, sull'argilla vicino al castello di Barbury e sui pendii più bassi di Coombe Down. Sono stati trovati pochi riferimenti storici ai boschi nella parrocchia prima del XIX secolo, quando furono istituite le piantagioni di abeti. Di circa 60 acri di terreno boschivo nel 1839, 35 acri, per lo più piantati con giovani abeti, erano intorno a Rockley House e a nord del villaggio di Rockley e tale distribuzione era cambiata poco entro il 1980.
Nel XVIII secolo la strada principale che attraversava la parrocchia era la strada Swindon-Marlborough, resa a pedaggio nel 1762. Entrava nella parrocchia a est di Barbury Castle e correva verso sud-est e poi verso sud fino all'Old Eagle. Un'altra strada nord-sud, da Draycot Foliat a Marlborough, attraversava il fiume un po' a sud della chiesa. Entrambe furono sostituite da una strada Swindon-Marlborough via Coate a Liddington, resa a pedaggio nel 1819, che seguiva la riva orientale dell'Og fino a Bay Bridge. Nel 1980 le due vecchie strade sopravvissero come binari a nord dell'Old Eagle e di Ogbourne St Andrew. La strada da Marlborough a Wootton Bassett che andava dall'Old Eagle attraverso Rockley Down fu trasformata in strada a pedaggio nel 1809. Nel XVIII e nel XIX secolo una strada per Barbury Castle e Wroughton conduceva a nord-ovest. Esisteva una ripida stradina oltre l'Old Eagle da Ogbourne Maizey a Rockley, che più a ovest divenne una pista che conduceva a Top Temple a Preshute. La sezione Swindon-Marlborough della Swindon, Marlborough & Andover Railway, costruita sui pendii orientali della valle dell'Og, fu aperta nel 1881 e chiusa nel 1964.
Nel 1377 Ogbourne St Andrew era l'insediamento più popoloso della parrocchia. Le valutazioni fiscali del XVI secolo erano moderate o basse rispetto a quelle di altre comunità nel secolo. Il centro originario del villaggio potrebbe essere stato a ovest della strada, dove la chiesa sorge su un terreno in salita. Accanto alla strada ci sono cottage di origine del XVII secolo, la maggior parte dei quali sono a graticcio con tasselli in mattoni, in parte sostituiti da sarsen. Nel 1841 la popolazione era di 166 abitanti e potrebbe essere leggermente aumentata con nuove costruzioni a metà e alla fine del XIX secolo. Gli edifici di quel periodo includevano la cappella battista, a nord del vicolo meridionale, Tresco House, quindi la casa del vicariato, accanto alla strada, e la locanda Wheatsheaf all'incrocio tra la strada e il vicolo. Ci sono poche prove che Barbury, sulle colline a sud di Barbury Castle, sia mai stata molto più di una fattoria. Nel 1841 aveva una popolazione di 44 persone, incluso un locandiere.
Ogbourne Maizey nel Medioevo era un insediamento più piccolo di Ogbourne St Andrew e le valutazioni fiscali del XVI secolo mostrano che era una delle comunità più povere del territorio. Le case più vecchie, tra cui alcuni cottage del XVII secolo, si trovano accanto alla strada per Rockley, che svolta bruscamente a sud e a ovest. A sud della strada e immediatamente a ovest del ponte sull'Og si trova Ogbourne Maizey Manor. Alla fine del XVIII secolo il villaggio era di dimensioni simili a Ogbourne St Andrew e si estendeva verso nord accanto alla successiva strada Swindon-Marlborough, così che i due villaggi si unirono. Nel 1841 la popolazione di Ogbourne Maizey era di 173 abitanti ed era il più grande insediamento della parrocchia. I nuovi edifici agricoli a sud del villaggio furono collegati alla strada Swindon-Marlborough da un ponte alla fine del XIX secolo e intorno al 1900 le scuderie Bonita furono costruite su un terreno in forte salita accanto alla strada per Rockley. A ovest del villaggio, la fattoria Maisey fu costruita sulla cresta di una collina a 800 metri lungo la strada intorno al 1930. Dopo la seconda guerra mondiale, i cottage sono stati demoliti.
Rockley potrebbe essere stato più importante in epoche passate. Sia nel XIV secolo sia nel XVI secolo Rockley era più quotata per la tassazione di Ogbourne St Andrew, forse perché vi erano incluse le valutazioni ricche famiglie che vi risiedevano. Alla fine del XVIII secolo il villaggio era simile per dimensioni a Ogbourne St Andrew e Ogbourne Maizey e decadde dopo che la strada orientale Swindon-Marlborough ebbe maggior importanza. Nel 1980 all'incrocio c'erano diverse case del XIX e XX secolo. Rockley House, Rockley Farm e i cottage del XVIII secolo sono raggruppati a nord di un vialetto curvilineo che faceva parte della strada che attraversava il villaggio fino alla fine del XVIII secolo. Nel 1776 fu costruita una nuova strada più a sud lungo la quale sorgono edifici per lo più del XIX secolo. Tra questi, l'ex scuola, la cappella, edifici agricoli e cottage, un gruppo dei quali porta la data 1897.

## Monumenti e luoghi d'interesse
Nel territorio di Ogbourne St Andrew vi sono vari edifici e luoghi degni di interesse.
- Chiesa di Sant'Andrea (in inglese Church of St Andrew). La piccola chiesa ha le sue origini nel XII secolo ed è l'unica chiesa attiva sopravvissuta nella parrocchia. Presenta elementi sopravvissuti nella porta nord e dettagli delle arcate. Sul lato sud vi è un capitello riutilizzato. Il presbiterio con la sua porta sud è del XIII secolo. Nel XV secolo fu eretta la torre occidentale, fu aggiunto il cleristorio e la chiesa fu rifatta. La torre ha cinque campane. La chiesa fu restaurata da William Butterfield tra il 1847 e il 1849. La chiesa anglicana appartiene alla diocesi di Salisbury e dal 27 febbraio 1958 è considerata un monumento classificato di primo grado per il suo particolare interesse storico e architettonico.[6][7][8]
- Chiesa di Tutti i santi. Il piccolo luogo di culto è sconsacrato. Risale alla seconda metà del XIX secolo ed è stato poi utilizzato per attività di ristorazione. Si trova a Rockley e dal 2 settembre 1986 è considerata un monumento classificato di secondo grado per il suo particolare interesse storico e architettonico.[9][10]
- Ogbourne Maisey House. La casa risale al XVI secolo, è stata modificata all'inizio XVIII secolo. Si presenta su due piani con soffitte e cantine. Ha cinque campate. Ha il tetto in tegole. Mostra una pianta a T con ingresso centrale e stipite in pietra del 1636, con sottili colonne ioniche, trabeazione e frontone. Porta ad arco con chiave d'acanto e abaci intagliati. L'ala posteriore è la cucina originale con un grande camino a due falde, successivamente ridotto di dimensioni. Attaccato all'angolo sud-ovest, un blocco di mattoni del XVII secolo, contenente una scala del XVII secolo, probabilmente originariamente con struttura in legno. Dal 2 settembre 1986 è considerata un monumento classificato di secondo grado per il suo particolare interesse storico e architettonico.[11][12]
- Barbury Castle. Si tratta del sito archeologico più interessante della parrocchia ed è un forte collinare dell'età del ferro. La sua metà settentrionale si trova a Wroughton. Vicino ci sono tumuli e vasti terrapieni che indicano un insediamento continuato in epoca storica. Le colline sono generalmente ricche di materiale archeologico. Terrapieni e recinti della tarda età del bronzo si sovrappongono ai siti dei sistemi di campi su Ogbourne Down e a Dean Bottom, e ci sono tumuli sulle colline circostanti. I fossati corrono da est a ovest a nord di Rockley e da nord a sud attraverso Smeathe's Ridge e su Coombe Down. Un tumulo a ciotola nel cimitero della chiesa di St. Andrew a Ogbourne è stato riutilizzato in epoca romana, pagana sassone e medievale.[2]